# JP-7

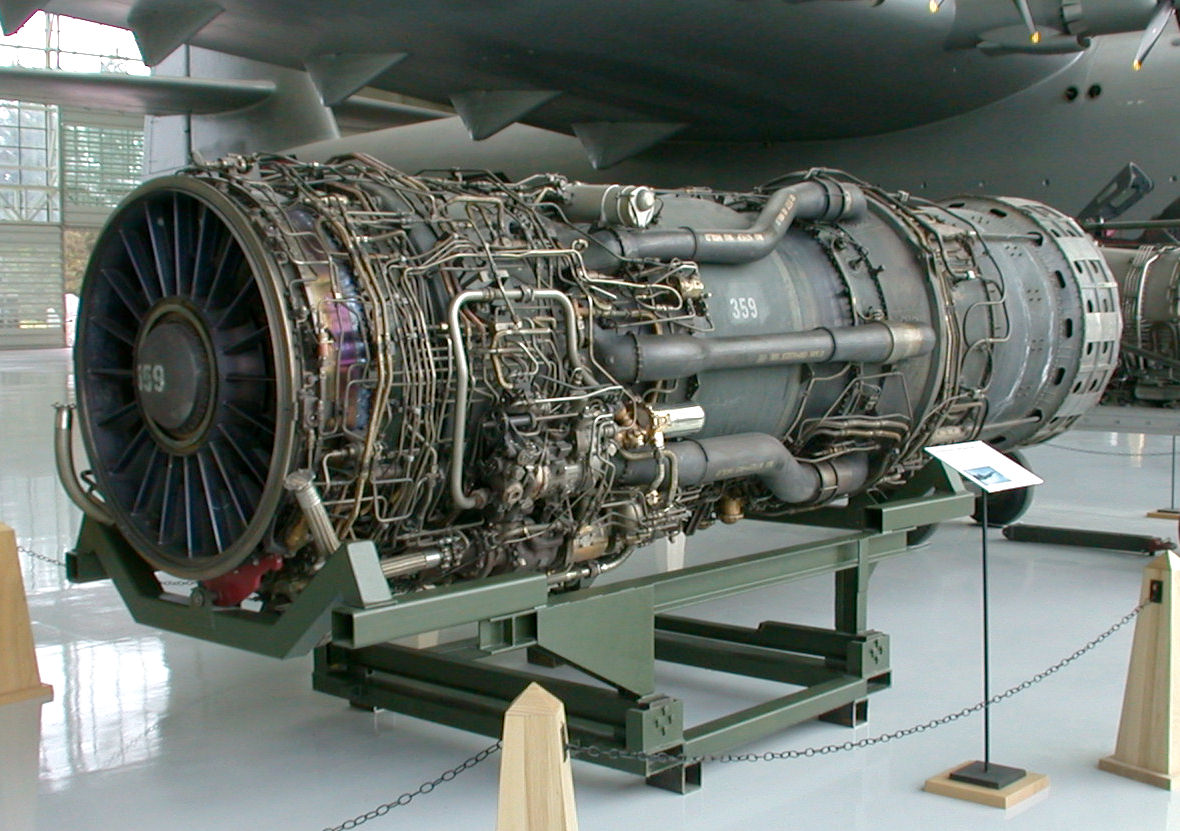
O motor turbojato Pratt & Whitney J58 (designação da empresa JT11D-20) usado no avião SR-71, que usava esse tipo específico de combustível, chamado JP-7.

JP-7 (referido como Jet Propellant 7 antes da norma MIL-DTL-38219) é um tipo especializado de combustível de aviação de baixa volatilidade desenvolvido pela Shell em 1955 para a Força Aérea dos Estados Unidos (USAF) para uso em suas aeronaves militares supersônicas e hipersônicas, incluindo o Lockheed A-12, SR-71 Blackbird e o Boeing X-51 Waverider.